# 울리케 마인호프
울리케 마리 마인호프(독일어: Ulrike Marie Meinhof, 1934년 10월 7일 ~ 1976년 5월 9일)는 서독의 언론인, 공산주의자이다. 안드레아스 바더와 함께 극좌적 테러 조직인 독일 적군파를 창설했으며, 좌파 성향의 잡지인 콩크레트에서 편집장으로 일하며 집필 활동을 하는 등 극좌적인 좌익 활동을 전개했다.
1972년 5월에 적군파를 이끌고 5월 공세를 일으켜 6차례 테러 활동을 일삼았으며, 같은 해 6월에 체포되어 구금 생활을 보냈다. 이후 1974년 11월에 5월 공세 당시의 살인미수 혐의로 징역 8년형을 선고받았다. 1975년에 다른 적군파 간부들과 슈탐하임 재판에 살인 및 살인미수 혐의로 기소되었으나 재판이 끝나기 전에 감방에서 목을 매 숨진 채 발견되었다.